# Porcupine Tree
Porcupine Tree (Поркупайн три, с англ. — «Дикобразово дерево») — британская прогрессив-рок-группа, основанная Стивеном Уилсоном в Хемел-Хепмстеде (Хартфордшир, Англия) в 1987 году. Уникальное звучание этой группы — результат смешения прогрессивного рока, психоделики, эмбиента и, в более поздних альбомах, метала и альтернативного рока.

## История
Группа появилась в 1987 году как сольный проект Стивена Уилсона, и в некоторой степени была ничем иным, как хобби. Уилсон занялся этим проектом, как только смог себе позволить собственную домашнюю студию. Получив собственное пространство для экспериментов, он обратился к прогрессивному року шестидесятых-семидесятых годов.
Решив продемонстрировать результаты своей работы нескольким знакомым и звукозаписывающим компаниям, Уилсон решил, что сольные записи одного человека в собственной домашней студии будут восприняты не так серьёзно, как записи настоящей группы. Поэтому к кассетам с записями он приложил собственноручно сделанный буклет, в котором описал вымышленную историю никогда не существовавшей группы. Так или иначе, люди, которым он прислал свои кассеты, восприняли их серьёзно.
К началу 1989 года Стивен создал достаточно материала, чтобы записать полноценную 80-минутную кассету под названием «Tarquin’s Seaweed Farm» (ферма водорослей Тарквина), с восьмистраничным буклетом, в котором подробно рассказывалось о членах группы, таких неординарных личностях, как Sir Tarquin Underspoon (Сэр Тарквин Подложечный), Timothy Tadpole-Jones (Головастик Тимоти Джонс), и, конечно, Linton Samuel Dawson.
Уилсон послал копии кассет нескольким людям, которые могли бы ей заинтересоваться. Один из них принёс её в андеграундный журнал Freakbeat, которым руководили Ричард Аллен и Айвор Трумэн. В это время они были заняты созданием собственной звукозаписывающей компании. И хотя обзор кассеты в журнале был не особенно тёплым, они пригласили Porcupine Tree записать композицию для их первого релиза, сборника лучших андеграундных психоделических групп. До реализации проекта оставалось 18 месяцев или около того.
В 1990 году Уилсон смог сделать музыку своим основным занятием — No-Man (его совместный проект вместе с Тимом Боунесом) получил контракт от Little Indian Records. Эта группа, чей эмбиентоподобный звук был очень непохож на Porcupine Tree, получила очень тёплую реакцию прессы. Но, несмотря на коммерческий успех этого начинания, интереса к сольному проекту он не потерял.
Освободившись от повседневной рутины, Уилсон стал ещё активнее продвигать Porcupine Tree, рассылая Tarquin’s Seaweed Farm и следующую кассету, The Nostalgia Factory, сопровождая их буклетами с дезинформацией о вымышленной группе. Они подогрели интерес андеграундной публики к этому имени, ещё больше возбуждённый релизом только что появившейся компании Delerium Records A Psychedelic Psauna[что?], на котором звучала песня «Linton Samuel Dawson». Delerium также переиздали первые две кассеты группы.
Вскоре после этого Стивен стал одним из первых музыкантов, подписавших контракт с Delerium. Ему предложили переиздать обе кассеты как двойные альбомы, но Стивен решил вместо это создать из лучшего материала один альбом, который получил название On the Sunday of Life… и стал третьим релизом нового лейбла.
On the Sunday of Life… был издан в июле 1991 года малым тиражом в 500 копий. Интерес к альбому был так велик, что этот тираж был раскуплен буквально мгновенно. Среди композиций альбома присутствует классика Porcupine Tree, которая и по сей день звучит на их концертах — «Radioactive Toy». К 2000 году общие продажи On The Sunday Of Life составили 20 тыс. копий.
Занявшись созданием нового материала, Уилсон понял, что ему необходимо более современное звучание. Первым плодом этих экспериментов стал 30-минутный сингл Voyage 34, изданный в 1992 году, который был похож на творчество таких ambient trance команд, как The Orb и Future Sound Of London, и при этом совмещал его с гитарным соло, исполнявшимся одновременно с речитативом из пропаганды ЛСД 60-х годов. Этот сингл стал настоящим хитом андеграунда, достиг независимой двадцатки Соединённого Королевства и стал одним из классических образцов совмещения стилей, присущего немалой части лучшей музыки девяностых.
На самом деле «Voyage 34» предназначался для двойного альбома Porcupine Tree Up The Downstair. Но как бы то ни было, к моменту выпуска альбома было решено не включать в него этот сингл, и в результате альбом вышел в стандартном формате. Альбом был встречен с восторгом, и был описан в газете «Melody Maker» как «психоделический шедевр… один из лучших альбомов года». В этом альбоме Стивен продолжил эксперименты с совмещением танцевальной музыки и рока, на нём также можно услышать двух приглашённых музыкантов, которые впоследствии стали постоянными членами группы — Ричарда Бэрбери (бывшего участника рок-группы 80-х Japan) и Колина Эдвина.
В ноябре 1993 «Voyage 34» был переиздан вместе с ремиксом Astralasia. Несмотря на то, что эта композиция не получила радио-эфира, она шесть недель держалась в инди-чарте NME и стала классическим образцом чиллаута.
Популярность Porcupine Tree доросла до того момента, когда живых выступлений избегать дольше было нельзя. В декабре 1993 года состоялось их первое выступление в следующем составе: Стивен Уилсон в качестве вокалиста и ведущей гитары, Колин Эдвин на басу, Крис Мэйтленд на ударных и Ричард Бэрбери на клавишных.
Все три новых члена группы раньше работали с Уилсоном в различных проектах на протяжении прошлых лет (Бэрбери и Мэйтлент сопровождали No-Man во время тура), и все были прекрасными музыкантами, симпатизирующими звуку и направлению Porcupine Tree. Новый состав тут же дал свои плоды, что наглядно показано в альбоме Spiral Circus (издан в виниле в 1997), на котором звучат записи с их первых трёх живых выступлений, включая сессию на BBC Radio One с их ранним сторонником Марком Рэдклиффом.
Новый материал был уже на подходе. Следующий альбом группы не мог появиться раньше начала 1995 года, но был опережён классическим синглом Stars Die/Moonloop, последние две композиции которого были записаны во время работы над альбомом и были первыми совместными записями обновлённой группы.
Третий номерной альбом группы, The Sky Moves Sideways вышел в свет в 1995 и получил признание многих любителей прогрессивного рока. Porcupine Tree даже называли «Пинк Флойд 1990-х», о чём Стивен впоследствии сожалел: «Я ничего не могу с этим поделать. Это так, в период The Sky Moves Sideways я, если можно так выразиться, немного перестарался в ублажении фанатов Pink Floyd, которые слушали нас просто потому что эта группа больше не выпускает альбомов. Сейчас я сожалею об этом.» 
После выхода этого диска число фанатов группы значительно увеличилось.
The Sky Moves Sideways стал широким полем для экспериментов с мелодиями и эмбиентом, и с определённой точки зрения является переходной работой, наполовину записанной до формирования группы, и наполовину после. Большую часть альбома занимает тридцатипятиминутная заглавная композиция, которой изначально суждено было занять весь альбом целиком (альтернативная версия, включающая некоторые вычеркнутые фрагменты, была включена в версию 2004 года). 
Альбом вошёл в чарты NME, Melody Maker и Music Week. Вместе с синглом Moonloop этот альбом стал первой работой Porcupine Tree, выпущенной в США в сентябре 1995, и привлёк немалое внимание прессы как в старом, так и в новом свете. 
Весь год группа поддерживала альбом многими концертами.
Но сама группа осталась недовольна положением альбома, ставшим наполовину коллективным, наполовину сольным творчеством. Porcupine Tree поставили перед собой цель записать первую настоящую запись всей группы и следующий год работали над более плотным и претенциозным звуком.
Уилсон: «Ясно, что практической целью игры вживую был провокационный фактор. Но, думаю, подсознательно я также чувствовал, что я затянул сольную карьеру на слишком долгий срок, ведь мне никогда не нравилось работать с драм-машинами. На The Sky Moves Sideways есть пара треков, на которых я впервые пригласил Криса и Колина: 'Stars Die' и 'Moonloop'. И это стало поворотным моментом — я понял, что эти композиции понравились мне больше всего. Я понял, что не хочу идти назад и вновь использовать драм-машины. Но ещё мне всегда нравилась идея, ну, вы знаете, „рок-группы“. У групп есть такое обаяние, привлекательность и такая романтика, которой никогда не будет у сольного проекта».
Таким образом над следующим альбомом, Signify (1996) вела работу уже вся группа. Музыканты стали теперь полноценными соавторами, что хорошо видно на композиции «Intermediate Jesus», которая спонтанно родилась из репетиционной сессии (части этой композиции были изданы на Metanoia в 1998).
Уилсон: «Signify был довольно странным в плане записи: хотя это был альбом целой группы, мы просто физически не могли находиться одновременно в одном месте в одно и то же время и работать над альбомом вместе, так что кроме „Intermediate Jesus“, записанного снаружи, я просто делал высококачественные демо-треки с синтезированными партиями, которые остальные затем заменяли своими реальными записями. Так что можно сказать, что их вклад был не так уж и велик».
После релиза первого настоящего сингла Porcupine Tree Waiting, который попал во все английские инди-чарты, в национальный чарт Соединённого Королевства и звучал в эфире по всей Европе, Signify наконец попал на полки магазинов, в сентябре 1996 г.
К этому времени популярность группы выросла настолько, что Porcupine Tree могли собирать большие площадки. Например, в Риме команда выступила перед пятитысячной аудиторией; на основе этого концерта был сделан альбом Coma Divine. Этот же период был ознаменован поворотом группы к песенному материалу, в отличие от ранних инструменталов.
Весь 1998 год музыканты провели в записи пятого студийного альбома коллектива и в марте 1999 года в свет вышла новая пластинка Stupid Dream (Дурные мечты).
Три композиции из этого альбома — Piano Lessons, Stranger By the Minute и Pure Narcotic получили большое признание среди фанатов и таблоидов. Хотя новая пластинка и отпугнула своей «попсовостью» многих старых поклонников группы, новый облик коллектива привлёк новых почитателей, а уровень продаж значительно повысился.
Выход диска Stupid Dream сопровождался глобальными гастролями, в течение которых коллектив изъездил не только почти всю Европу, но и побывал в США.
Несколько месяцев спустя группа уже была готова записать новый альбом, посвящённый смене тысячелетия, который был готов к февралю 2000 года. Сделав струнные аранжировки, Porcupine Tree на новой пластинке под названием Lightbulb Sun показала всем смесь песен и роковой энергетики альбома Stupid Dream, но в более органичной и мощной форме с ещё более уверенным звуком.
Альбом был выпущен в мае 2000 года, а затем начался небольшой концертный тур по Британии, продолженный на следующий год выступлением на нескольких европейских фестивалях и большим совместным туром с Dream Theater, у которых они выступали на разогреве. Группа продолжала гастролировать вплоть до начала 2001 года, впервые посетив с крупным турне Германию. Там же, а также в Израиле вышло специальное двухдисковое издание альбома Lightbulb Sun, а в мае того же года появился диск Recordings (Записи) — компиляция, в которую вошли синглы и избранные вещи из двух предыдущих альбомов.
На следующий год, в феврале 2002 года в Porcupine Tree произошла первая смена состава — группу покинул после 8 лет сотрудничества барабанщик Крис Мейтленд. Заменить его музыканты пригласили отличного барабанщика Гейвина Харрисона. Тем временем начались сессии для новой пластинки, в течение которых было записано примерно 30 новых песен.
Альбом In Absentia был выпущен на Lava records в сентябре 2002 года (в Европе — в январе следующего года). Это была наиболее завершённая работа в дискографии Porcupine Tree, и, хотя некоторые композиции звучали тяжелее и жёстче чем обычно, в общих чертах музыка стала утончённее и красивее. Альбом стал бестселлером, попал в чарты многих европейских стран, а уровень продаж скоро перекрыл 100 тысяч копий.
В поддержку альбома группа устроила гастроли по Европе и Северной Америке. Во время турне состав группы был расширен за счёт появления в нём вокалиста и гитариста Джона Уэсли.
В 2003 году Porcupine Tree организовали свой небольшой лейбл «Тransmission» и онлайн-магазин, первыми пунктами каталога стали концертные записи для «Радио XM» в Вашингтоне. Главной целью этого лейбла стал выпуск хорошо оформленных, качественных концертных выступлений и эксклюзивных студийных записей. В 2003 году также началась длительная кампания по перевыпуску на двойных CD ранних альбомов группы.
В начале 2004 года Porcupine Tree начали записывать новый альбом. Сессии для него закончились в ноябре 2004 года (общее число продаж дисков группы к тому времени превысило полмиллиона экземпляров).
Новый альбом Deadwing вышел весной 2005 года как в Европе, так и в США, одновременно с версией 5.1 и синглами Shallow и Lazarus в Европе.
Deadwing — альбом, ориентированный на современный мейнстрим рок-музыки. Одни считают что это лучший альбом за всю историю, другие же относят его к желанию группы стать более популярной.
За выходом альбома последовал мировой тур, два концерта которого, прошедшие 11 и 12 октября 2005 года в Чикаго, стали основой для первого официального концертного ДВД группы, Arriving Somewhere…, релиз которого состоялся в 2006 году.
Предпоследний альбом Fear of a Blank Planet, был выпущен в 2007 году. Стивен Уилсон упомянул, что название альбома является прямой ссылкой на альбом группы Public Enemy 1990 года Fear of a Black Planet. Он объяснил, что расовые отношения были главной проблемой того времени, и что в настоящее время он считает «проблему информационных технологий главной проблемой XXI века». 
Альбом вызвал неоднозначное чувство у слушателей. Многие его обвиняют в простоте лирики и ухода от привычных тем. Другие же отмечают многоплановость композиций, сильную музыкальную составляющую альбома, в котором присутствуют и простая попсовая песня Fear Of A Blank Planet, и сложная и монументальная Anesthetize, которую многие слушатели считают лучшей в альбоме, а также лирические и сентиментальные, как Sentimental и My Ashes.
Тур Tour of a Blank Planet, как назвали его менеджеры группы, стал ещё более продолжительным, во время этих продолжительных гастролей группа успела дважды обогнуть земной шар, а также посетить страны, в которых Porcupine Tree ещё никогда не выступали. Этими странами стали Австралия, где группа дала серию концертов в конце апреля 2008 года, а также Россия.
Последний на сегодняшний день альбом группы Porcupine Tree The Incident вышел в сентябре 2009 года.
По словам Стивена Уилсона, альбом получился очень концептуальным. За основу были взяты криминальные инциденты из полицейских рапортов. Задача музыкантов состояла в пересказе истории инцидента от лица жертвы — поводом послужили личные ощущения лидера группы: однажды, проезжая мимо одного из домов, Стивен увидел табличку «полиция — несчастный случай», рядом с которой все машины притормаживали, а их водители всматривались и пытались понять, что же произошло. «Я подумал, что „инцидент“ — это слишком бесстрастное слово для чего-то столь разрушительного и наносящего раны», говорит Уилсон.
В 2013 году Porcupine Tree ушла в бессрочный отпуск. В интервью изданию Something Else! Reviews Стивен Уилсон сказал, что принял решение сконцентрироваться на сольной карьере:
Быть основным автором, и рулить всей деятельностью группы, и быть инициатором всего, потому что без меня ничего не будет, — довольно проблематично. У меня нет времени одновременно и на это, и на то, чем я занимаюсь сейчас. <…> Однако, это не означает, что группа распалась или что-то такое. Всегда остается возможным, что мы вернемся вместе через год, или через пять лет, или десять.

В мартовском интервью 2018 года, когда Уилсона вновь спросили о шансах на дальнейшую деятельность Porcupine Tree, он ответил: 
Я бы сказал ноль, потому что я просто не такой человек. Я не иду назад. Мне не интересно возвращаться назад; я хочу двигаться вперед, я хочу делать разные вещи, я хочу работать с разными людьми, я хочу исследовать разные виды музыки. Это могло бы показаться мне ужасным шагом назад. Я горжусь каталогом; он есть, он существует, но он вроде как закрыт, он закончен.
 Однако в феврале 2021 года Уилсон предположил, что когда-нибудь реформация всё ещё возможна, когда её меньше всего ожидали.
27 октября 2021 года Porcupine Tree, Стивен Уилсон и Гэвин Харрисон поделились тизерным видео в своих социальных сетях, аннонсируя новый релиз в ближайшем будущем. Также было выпущено стилизованное изображение P/TC/C. 1 ноября 2021 года группа анонсировала свой 11-й альбом Closure/Continuation, который вышел в июне 2022 года на Music for Nations вместе с первым почти за 13 лет синглом «Harridan».. В октябре-ноябре 2022 года состоялся тур в поддержку альбома.

## Название группы
Отказываясь отвечать на вопросы, Стивен Уилсон породил тем самым почву для разнообразнейших теорий о происхождении названия группы. Слово porcupine переводится как «дикобраз», в частности существует вид американских дикобразов (североамериканский дикобраз, Erethizon dorsatum), который также называют поркупином.
Другой вариант:" Porcupine tree" - это Акация.

## Стиль
Обычно о Porcupine Tree говорят как о группе, играющей прогрессивный рок. Практически любой, знакомый с творчеством группы, даёт ему именно такое определение. В то же время Стивен Уилсон выражал некоторое недовольство такой тенденцией. Однако позднее, Стивен стал более спокойно относиться к этому термину, заявляя, что термин в последнее время стал «более широким». И, тем не менее, Уилсон продолжает выражать недовольство сравнением его группы с нео-прог-группами и названием «новый Пинк Флойд»: «Это заставляет вас жить в тени кого-то другого. Я бы не хотел быть новым кем-либо. Я бы хотел быть просто старым Porcupine Tree или новым Porcupine Tree».

## Состав
Первоначально группа состояла из одного лишь Стивена Уилсона, который исполнял все партии гитары и вокала, большинство партий бас-гитары и клавишных, а также программировал драм-машину. Практически единолично Уилсон записал и выпустил под вывеской Porcupine Tree три альбома: On the Sunday of Life… (1991), Up the Downstair (1993) и The Sky Moves Sideways (1995). Начиная с Signify Porcupine Tree имеет формат полноценной рок-группы. С 2001 года в концертных выступлениях группы на постоянной основе участвовал второй гитарист Джон Уэсли.
После возрождения группы в 2021 году в обновлённом составе больше не числится басист Колин Эдвин.. Участие Джона Уэсли в концертном туре 2022 года пока не подтверждено.
- Стивен Уилсон — вокал, гитара, банджо, клавишные, фортепиано, семплеры (1987—2010, с 2021 по настоящее время)
- Ричард Барбьери — клавишные, фортепиано, обработка звука (1993—2010, с 2021 по настоящее время)
- Гэвин Харрисон — ударные (2002—2010, с 2021 по настоящее время)

### Бывшие участники
- Крис Мейтленд — ударные (1993—2001)
- Колин Эдвин — бас-гитара, контрабас (1993—2010)

### Сессионные музыканты
- Джон Уэсли — гитара, бэк-вокал (2001—2010)

## Дискография

### Студийные альбомы
- 1991 — On the Sunday of Life…
- 1993 — Up the Downstair
- 1995 — The Sky Moves Sideways
- 1996 — Signify
- 1999 — Stupid Dream
- 2000 — Lightbulb Sun
- 2002 — In Absentia
- 2005 — Deadwing
- 2007 — Fear of a Blank Planet
- 2009 — The Incident
- 2022 — Closure/Continuation

### Концертные записи
- 1997 — Coma Divine — Recorded Live in Rome
- 1997 — Spiral Circus
- 2001 — Nearfest
- 2004 — Warszawa
- 2006 — Rockpalast
- 2008 — We Lost the Skyline
- 2010 — Atlanta
- 2012 — Octane Twisted (двойной)

### DVD
- 2006 — Arriving Somewhere…
- 2010 — Anesthetize[10]
- 2012 — Octane Twisted